# Heterusia monospilata
Heterusia monospilata là một loài bướm đêm trong họ Geometridae.